# Padda
A Padda vagy magyarul rizspintyek a madarak osztályának verébalakúak (Passeriformes) rendjébe és a díszpintyfélék (Estrildidae) családjába tartozó nem.
Besorolásuk vitatott, egyes rendszerezők az ide tartozott fajokat átsorolták a Lonchura nembe.

## Rendszerezés
A nembe alábbi 2 faj tartozott:
- rizspinty (Lonchura oryzivora vagy Padda oryzivora) – (Linné, 1758)
- barna rizspinty (Lonchura fuscata vagy Padda fuscata) – (Vieillot, 1807)